# Coupe de Chypre du Nord de football
La Coupe de Turquie du Nord de football (en turc : Kıbrıs Kupası, anciennement Federasyon Kupası) est une compétition de football créée en 1956 opposant les clubs de football nord-chypriotes. 

## Finales
- 1956 : Çetinkaya Türk 3-2 Doğan Türk Birliği Spor Kulübü
- 1957 : Çetinkaya Türk 4-3 Doğan Türk Birliği Spor Kulübü
- 1958 : Çetinkaya Türk 2-1 Yenicami Ağdelen
- 1959 : Çetinkaya Türk 6-0 Gençlik Gücü
- 1960 : Çetinkaya Türk 2-0 Gençlik Gücü
- 1961 : Magusa Türk Gücü 2-1 Yenicami Ağdelen
- 1962 : Yenicami Ağdelen 5-2 Baf Ülkü Yurdu SK
- 1963 : Çetinkaya Türk 3-0 Küçük Kaymakli
- 1969 : Çetinkaya Türk 3-1 Yenicami Ağdelen
- 1970 : Çetinkaya Türk 2-0 Yenicami Ağdelen
- 1971 : Gönyeli 2-0 Gençlik Gücü
- 1972 : Lefke 4-0 Baf Ülkü Yurdu SK
- 1973 : Yenicami Ağdelen 4-1 Gönyeli
- 1974 : Yenicami Ağdelen 1-0 Gönyeli
- 1976 : Çetinkaya Türk 3-0 Baf Ülkü Yurdu SK
- 1977 : Magusa Türk Gücü 3-0 Gönyeli
- 1978 : Doğan Türk Birliği Spor Kulübü  3-0 Yenicami Ağdelen
- 1979 : Magusa Türk Gücü 2-0 Gönyeli
- 1980 : Küçük Kaymakli 1-0 Magusa Türk Gücü
- 1981 : Gençlik Gücü 4-1 1-0 Yenicami Ağdelen
- 1982 : Türk Ocagi 1-0 1-2 Küçük Kaymakli
- 1983 : Magusa Türk Gücü 3-0 1-2 Gönyeli
- 1984 : Türk Ocagi 0-0 2-0 Gönyeli
- 1985 : Gönyeli 1-2 2-0 Doğan Türk Birliği Spor Kulübü
- 1986 : Küçük Kaymakli 1-1 1-0 Magusa Türk Gücü
- 1987 : Magusa Türk Gücü 3-3 2-0 Yalova
- 1988 : Küçük Kaymakli 2-0 1-2 Doğan Türk Birliği Spor Kulübü
- 1989 : Yenicami Ağdelen 0-0 3-2 Doğan Türk Birliği Spor Kulübü
- 1990 : Türk Ocagi 1-0 Doğan Türk Birliği Spor Kulübü
- 1991 : Çetinkaya Türk 2-0 Küçük Kaymakli
- 1992 : Çetinkaya Türk 4-1 Binatli
- 1993 : Çetinkaya Türk 3-2 Gençlik Gücü
- 1994 : Yalova 1-0 Gaziveren
- 1995 : Gönyeli 6-0 Girne Halk Evi
- 1996 : Çetinkaya Türk 4-0 Akincilar
- 1997 : Küçük Kaymakli 3-0 Gönyeli
- 1998 : Gönyeli 3-1 Çetinkaya Türk
- 1999 : Çetinkaya Türk 4-2 Gönyeli
- 2000 : Gönyeli 5-2 Esentepe
- 2001 : Çetinkaya Türk 4-1 Küçük Kaymakli
- 2002 : Küçük Kaymakli 3-2 Gönyeli
- 2003 : Yenicami Ağdelen 2-1 Magusa Türk Gücü
- 2004 : Küçük Kaymakli 2-1 Yenicami Ağdelen
- 2005 : Binatli 2-1 Gönyeli
- 2006 : Çetinkaya Türk 4-0 Ozanköy
- 2007 : Türk Ocagi 4-0 Tatlisu
- 2008 : Gönyeli 5-1 Esentepe
- 2009 : Gönyeli 3-0 Küçük Kaymaklı Türk SK
- 2010 : Gönyeli 3-1 Bostanci Bagcil
- 2011 : Çetinkaya Türk 3-0 Lefke
- 2012 : Doğan Türk Birliği 2-2ap, 4-2tab Küçük Kaymakli
- 2013 : Yenicami Ağdelen SK 2-0 Mağusa Türk Gücü
- 2014 : Lefke 3-1 Yenicami Ağdelen
- 2015 : Yenicami Ağdelen 4-2 ap Mormenekse
- 2016 : Küçük Kaymakli 2-2 ap, 4-3tab Yenicami Ağdelen
- 2017 : Türk Ocagi 1-0 Yalova
- 2018 : Cihangir 3-1 Magusa Türk Gücü
- 2019 : Magusa Türk Gücü 2-1 Yenicami Ağdelen
- 2020 : Yenicami Ağdelen 3-1 Magusa Türk Gücü
- 2021 : non disputée
- 2022 : Magusa Türk Gücü 2-0 Doğan Türk Birliği
- 2023 : Türk Ocagi 3-3 ap, 5-3tab Cihangir
- 2024 : Göçmenköy 1-1 ap, 10-9tab Magusa Türk Gücü

## Source
- RSSSF